# Curaçao Medical Center
Het Curaçao Medical Center (CMC) is een ziekenhuis in Willemstad op Curaçao, gelegen in het stadsdeel Otrobanda.
Het ziekenhuis werd op 10 november 2019 geopend ter vervanging van het ernaast gelegen Sint-Elisabeth Hospitaal dat hiervoor deels gesloopt werd. 
Het Curaçao Medical Center heeft de beschikking over 300 bedden, maar tijdens de Coronacrisis van 2020-21 werden bedden in het Sint-Elisabeth Hospitaal heropend voor minder dringende patiënten. In 2022 had het ziekenhuis 1.254 personeelsleden.

## Geschiedenis
Het Sint-Elisabeth Hospitaal uit 1855 was het belangrijkste ziekenhuis van de Nederlandse Antillen, maar voldeed niet meer aan de eisen. In 1963 werden al plannen ontwikkeld voor de vervanging van het ziekenhuis, maar begon de ontwikkeling van een nieuw ziekenhuis.
De kankerspecialist Bob Pinedo werd naar Curaçao gehaald door minister-president van de Nederlandse Antillen Emily de Jongh-Elhage voor de ontwikkeling van een nieuw ziekenhuis. In de stichting Fundashon Nos Hospital
Nobo (NHN) zaten naast voorzitter Pinedo ook oud-gouverneur Jaime Saleh, de oud-premiers Suzy Camelia-Römer en Etienne Ys en een Nederlandse professor Geert Blijham. Voorlopig werd de werknaam Hospital Nobo Otrobanda gehanteerd. 
Toen na het uiteenvallen van de Nederlandse Antillen Gerrit Schotte premier van Curaçao werd, eiste deze de vervanging van Römer en Ys door vertrouwelingen van hemzelf. Daarop trok prof. Pinedo zich terug. 
Het ziekenhuis werd uiteindelijk gebouwd door een consortium onder leiding van Ballast Nedam, naar ontwerp van Oeverzaaijer-Lyongo architecten in samenwerking met EGM architecten. De locatie werd door de regering van Ivar Asjes gewijzigd naar Otrobanda, naast het oude Sehos.
Het Curaçao Medical Center is naast het Sint-Elisabeth gebouwd. Na de opening van het Curaçao Medical Center werden de patiënten verplaatst en was het nieuwe ziekenhuis binnen een week operationeel.